# 馬田一
馬田 一（ばだ はじめ、1948年（昭和23年）10月7日 - ）は、日本の実業家。JFEホールディングス元社長。日本鉄鋼連盟第12代会長、世界鉄鋼協会会長を歴任。

## 人物
兵庫県芦屋市出身。麻布高等学校卒業。1973年に東京大学大学院工学系研究科（冶金学専攻）修士課程を修了し、川崎製鉄に入社。
技術畑出身で、川崎製鉄では主に千葉や水島で製鉄所の製鋼部門を担当。本社では鉄鋼企画部、経営企画部など川鉄社長への登竜門となる企画部門を歩む。川鉄経営企画部長時代に大韓民国の鉄鋼メーカー現代ハイスコや東国製鋼とのアライアンス締結をまとめる。日本鋼管 (NKK) と川崎製鉄の経営統合協議では中核メンバーの一人として参加。JFEスチール専務時代は中国の広州鋼鉄企業集団と自動車用鋼板合弁事業「広州JFE鋼板」の設立などを手がける。
數土文夫の後を受け、2005年4月に56歳でJFEスチール第2代社長に就任。2006年5月には日本鉄鋼連盟会長となり、新日本製鐵（新日鉄）出身でない初の同連盟会長となる。
日本鉄鋼連盟会長の就任会見では、鉄鉱石や亜鉛など鉄鋼製品の原料高騰に触れて「需要家さんに（鋼材の値上げを）お願いしないといけない」と表明。また連盟会員の神戸製鋼所がばい煙データ改ざん問題を起こしたことについて「コンプライアンス（法令順守）は基本的な課題で、遺憾」と述べている。
2010年4月1日、JFEホールディングス代表取締役社長に就任。同年3月期の報酬が1億円を超えていたと報じられた。
趣味は旅行、テニス。

## 略歴
- 2000年：川崎製鉄取締役経営企画部長
- 2003年：JFEスチール専務執行役員（企画担当）
- 2005年：JFEスチール社長
- 2006年：日本鉄鋼連盟会長
- 2009年：世界鉄鋼協会副会長
- 2010年：JFEホールディングス代表取締役社長
- 2015年：JFEホールディングス代表取締役社長を退任。
- 2016年：アサガミ監査役、三井化学取締役
- 2018年：日本精工取締役